# اسم معتمد أمريكي
الأسماء المعتمدة الأمريكية (USAN) هي أسماء معتمدة فريدة غير المسجلة الملكية مخصصة للأدوية وتسويقها في الولايات المتحدة. يتم تعيين كل اسم من مجلس الأسماء المعتمدة الأمريكية، الذي تشارك في رعايته كل من الجمعية الطبية الأميركية (AMA) ومؤتمر دستور الأدوية الأمريكي (USP) وجمعية الصيادلة الأمريكية (APHA).
الهدف من برنامج الأسماء المعتمدة الأمريكية هو تحديد أسماء غير المسجلة الملكية بسيطة وغنية بالمعلومات، وفريدة من نوعها للأدوية عن طريق إنشاء التصنيفات والتسميات المنطقية ذات علاقة بالدواء و/أو المركب الكيميائي. بالإضافة إلى الأدوية، فإن مجلس الأسماء المعتمدة الأمريكية يضع أسماء تتعلق بالعلاج بالجينات والعلاج بالخلايا ومبلمرات العدسات اللاصقة والمواد الجراحية ووسائل التشخيص والنواقل والمواد المستخدمة بصفتها سواغات. مجلس الأسماء المعتمدة الأمريكية يعمل جنباً إلى جنب مع لجنة خبراء الأسماء الدولية غير مسجلة الملكية في منظمة الصحة العالمية (WHO) والمجموعات الوطنية لتوحيد تسميات الأدوية ووضع القواعد المنظمة لتصنيف المواد الجديدة.

## روابط خارجية
- الموقع الرسمي